# Granho
Granho ist ein Ort und eine ehemalige Gemeinde (Freguesia) im portugiesischen Kreis Salvaterra de Magos. Die Gemeinde hatte 878 Einwohner (Stand 30. Juni 2011).
Am 29. September 2013 wurden die Gemeinden Granho und Glória do Ribatejo zur neuen Gemeinde União das Freguesias de Glória do Ribatejo e Granho zusammengeschlossen.